# Slovenj Gradec
Slovenj Gradec (IPA: [slɔˈveːn ˈgraːdɛʦ], németül Windischgrätz IPA: [ˈvɪndɪʃˌgʁeːʦ], szabad fordításban: szlovén Graz) város Szlovéniában, a Slovenj Gradec városi község központja.

## A község (járás) települései
Brda, Gmajna, Golavabuka, Gradišče, Graška Gora, Legen, Mislinjska Dobrava, Pameče, Podgorje, Raduše, Sele, Slovenj Gradec, Spodnji Razbor, Stari trg, Šmartno pri Slovenj Gradcu, Šmiklavž, Tomaška vas, Troblje, Turiška vas, Vodriž, Vrhe és Zgornji Razbor.

## Fekvése
A Pohorje alatt, az osztrák határtól 15 km-re, Ljubljanától 70 km-re északkeletre, Maribortól pedig 40 km-re nyugatra fekszik.

## Története
1918-ig német többségű volt a környező szlovén településekkel ellenben, így az 1880-as népszámlálás szerint 742 német 238 szlovén lakosa volt. Az 1918-as impériumváltás után a németek többsége átköltözött Ausztriába, majd 1945-ben az újabb Jugoszlávia megalakulása után minden németajkú lakost elüldöztek.

## Gazdaság
Fafeldolgozó- és fémipara fejlett.

## Ismert emberek
- Az 1848-as szabadságharc ellen fellépő Windisch-Grätz család ősi birtoka, névadója.
- Itt született 1860-ban Hugo Wolf osztrák zeneszerző. A szülőházában ma zeneiskola működik.
- Itt született 1999. március 12-én Janja Garnbret, többszörös világbajnok sportoló, aki az első női olimpiabajnok sziklamászó.